# Nesophrosyne touchardii
Nesophrosyne touchardii är en insektsart som beskrevs av Henry Fairfield Osborn 1935. Nesophrosyne touchardii ingår i släktet Nesophrosyne och familjen dvärgstritar. Inga underarter finns listade i Catalogue of Life.